# Citroën C1
A Citroën C1 a PSA-csoporthoz tartozó francia Citroën autógyár által gyártott személyautó, amely 3 és 5 ajtós változatban kapható.

## Története
A Citroën C1 – és két „ikertestvére”, a Peugeot 107 és a Toyota Aygo – 2005-ben mutatkozott be a Genfi Autókiállításon.
A három, azonos alvázra épülő modell gyártását még 2001-ben döntött a Peugeot, a Citroën és a Toyota vezetősége. A fő cél az volt, hogy a fejlesztési költségek megosztásával a modellek árát tartósan alacsonyan tudják tartani.
A Citroën C1 Csehországban, Kolín városában, a PSA és a Toyota közös gyártóüzemében készül.
2008 végén a modell átesett az első ráncfelvarráson, így a 2009-es modellévtől kezdődően apróbb változtatásokat hajtottak végre az autó külső és belső megjelenésén. Az első változatból 2005 és 2008 között mintegy 310000 darab készült.
17 éves pályafutása alatt több mint 1,2 millió vásárlót nyert meg "ellenállhatatlan külsejének" és méretének köszönhetően, amely lehetővé teszi, hogy könnyedén átcsússzon a városközpontokon. 

## Jellemzők
A három modell lényegében csak a külső jegyekben tér el egymástól. A Citroën C1-et - természetesen a márkajelzésen kívül - kerek első fényszórói és  hűtőrácsa különbözteti meg a másik két kisautótól.
A Citroën C1 Magyarországon a Toyota egyliteres, három hengeres benzinmotorjával, kétféle felszereltségi szinten kapható. Az autó minden modelljében szériafelszerelés a két frontlégzsák és az ABS. Rádió, elektromos ablakemelő, illetve szervokormány felár ellenében rendelhető.

## Törésteszt
A C1 az Euro NCAP 2005-ben elvégzett töréstesztjén 4 csillagos minősítést ért el a maximális 5 csillagból. Gyalogosvédelem szempontjából 2 csillagot ért el a maximális 4-ből.